# Ludvikas stadshotell
Ludvika stadshotell, tidigare Hotell Ludvika, är ett stadshotell på Storgatan i Ludvika. 

## Historia
Ludvika Stadshotell var det första hotellet som uppfördes i Ludvika, det invigdes i slutet på 1880. Då Ludvika ännu inte var stad gick hotellet under namnet Hotell Ludvika fram till 1919.
Hotellet ägdes i början av 1900-talet av ungmön Hanna Bergström. Familjen Rapp arrenderade byggnaden för hotellets verksamhet och senare övertog sonen, C. G. Rapp, driften. På bottenvåningen var det då affärer medan det på baksidan fanns ett bageri. Det var i bageriet som en sotbrand startade 1914 och byggnaden brann ned. 
Hotellet byggdes upp igen och C. G. Rapp, som även var brandmästare i Ludvika stad, såg till att väggarna fylldes med extra isolering. Dessutom tillkom en ny badavdelning. Inredningen hanterades av designfirman Ditzinger från Stockholm. Stadshotellet återinvigdes den 5 januari 1917.
Under början av 1920-talet hade C. G. Rapp svåra år. Konkurrensen från Järnvägshotellet var stor och dessutom var hyran hög. Han köpte därefter hotellet och gick således från att vara Källarmästare Rapp till att bli Direktör C. G. Rapp. 
År 2007 övertog familjen Jenks driften av hotellet. Magnus och Sofie Pepulis tog över som ägare 2019. Paret renoverade hotellet som 2021 hade 33 rum. År 2024 hade stadshotellet utökats till att omfatta 45 rum.